# Пеница (Калинковичский район)
Пеница (бел. Пеніца) — деревня в Сыродском сельсовете Калинковичского района Гомельской области Беларуси.
Поблизости есть железорудное месторождение. На западе ландшафтный заказник «Мозырские Овраги».

## География

### Расположение
В12 км на юго-восток от районного центра и железнодорожной станции Калинковичи (на линии Гомель — Лунинец), в 132 км от Гомеля.

### Гидрография
На северной окраине река Дымарка (приток реки Закованка).

## Транспортная сеть
Транспортные связи по просёлочной, затем автомобильной дороге Гомель — Лунинец. Планировка состоит из 2 коротких, чуть изогнутых широтных улиц, соединённых дорогой и застроенных неплотно деревянными крестьянскими усадьбами.

## История
По письменным источникам известна с XVII века как деревня во владении помещицы Б .Алощиной, которая 18 марта 1674 года отдала Пеницу иезуитам. После 2-го раздела Речи Посполитой (1793 год) в составе Российской империи, в Автюкевичской волости Речицкого уезда Минской губернии. В 1879 году обозначена как селение в Калинковичском церковном приходе. Согласно переписи 1897 года действовали церковь, школа грамоты, хлебозапасный магазин. В 1915 году открыта земская школа, которая разместилась в наёмном крестьянском доме.
В 1930 году организован колхоз «Смык», работали кузница, торфазавод, начальная школа (в 1935 году 34 ученика). Во время Великой Отечественной войны 13 января 1944 года освобождена от немецкой оккупации. 37 жителей погибли на фронте. В 1970 году в составе колхоза «Дружба» (центр — деревня Сырод).

## Население

### Численность
- 2004 год — 29 хозяйств, 45 жителей.

### Динамика
- 1885 год — 156 жителей.
- 1897 год — 17 дворов (согласно переписи).
- 1908 год — 43 двора, 282 жителя.
- 1959 год — 243 жителя (согласно переписи).
- 1970 год — 237 жителей.
- 2004 год — 29 хозяйств, 45 жителей.

## Известные уроженцы
- В. А. Борисенко — Герой Советского Союза.